# Gereformeerde Zendingsbond
De Gereformeerde Zendingsbond (GZB) is een Nederlandse vereniging die werkzaam is in de christelijke zending. Het hoofdkantoor is in Driebergen. De GZB heeft ongeveer 36.000 leden (2011).
De bond is opgericht in 1901 door bevindelijk gereformeerden binnen de Nederlandse Hervormde Kerk. Deze groep christenen voelde zich niet verbonden met reeds bestaande zendingsorganisaties als de Nederlandse Zendingsvereniging en de Utrechtse Zendingsvereniging.

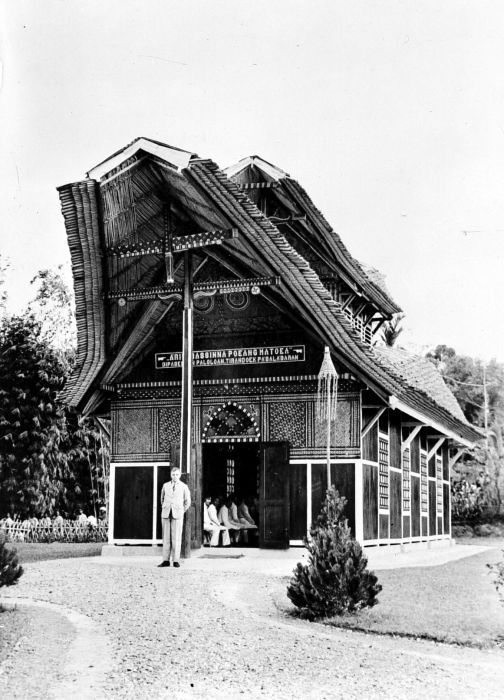
Kerk van de zending in Toraja

De eerste betreding van het zendingsveld vond in 1913 plaats. Dit was in het toenmalige Nederlands-Indië in Torajaland op het eiland Celebes. De zendingsactiviteiten leidden ertoe dat er in 1947 een op zichzelf staande volkskerk werd gesticht met de naam Gereja Toraja. In Afrika werden in 1961 activiteiten gestart (in het gebied van de Pokot en de Turkana) en vervolgens in 1978 ook in Latijns-Amerika. In veel gevallen werd aansluiting gezocht bij reeds bestaande kerkgenootschappen.
De GZB heeft al jarenlang zitting in de Nederlandse Zendingsraad. De bond heeft zich nooit verbonden aan een bepaalde kerk, maar is altijd zelfstandig gebleven. Vanaf 1990 wordt wel samengewerkt met andere zendingsorganisaties. In 2011 verzorgt de GZB zowel personele als materiële steun aan kerken en organisaties in meer dan 42 landen. Het grootste gedeelte van de leden komt uit het vanouds Nederlands Hervormde gedeelte van de PKN.
Alle den Volcke is sinds 1907 het eigen tijdschrift van de GZB; later veranderde de naam in Alle Volken. Een andere uitgave is sinds 1914 de scheurkalender Een Handvol Koren, waarin voor elke dag overdenkingen van onder andere zendelingen zijn opgenomen. In 1940 had de scheurkalender een oplage van 30.000 exemplaren. In de Tweede Wereldoorlog verscheen de kalender niet. Naast de kalender verscheen later ook een uitgave in boekvorm.